# Mario Formenton
Mario Formenton Macola, noto soltanto come Mario Formenton (Teheran, 21 aprile 1928 – Villejuif, 29 marzo 1987) è stato un dirigente d'azienda e editore italiano.

## Biografia
Nacque a Teheran, Persia, oggi Iran, da Luigi Formenton Macola, un veneto commerciante e agente di commercio internazionale di mobilia e tappeti persiani, e dalla moglie Cloe Brasolin, che vi risiedevano dal 1926. Nel 1937 nacque suo fratello Fabio Formenton Macola. Nel settembre 1941 lo Scià di Persia abdicava, causando una mutazione negli scenari economico-politici. Lui e famiglia dovettero essere portati in Turchia, da dove rientrarono in Italia, dove lui si iscrisse a un liceo classico. Nel 1946 il padre tornò a Teheran, e nel 1950 lo raggiunsero la madre e il fratello, mentre lui rimase a studiare economia a Londra e poi economia e giurisprudenza all'Università Statale di Milano. Agli studi preferì lavorare nella sede italiana della ditta paterna, rivelandosi un uomo d'affari molto abile. Nel 1952 sposò la diciottenne Cristina Mondadori, la figlia minore del noto editore Arnoldo Mondadori e di Andreina Monicelli. Trascorsero lunghi periodi a Teheran. Dal 1953 nacquero i figli Luca, Silvia, Pietro e Mattia.
Il suocero Arnoldo Mondadori nel 1961 lo volle con sé nella Arnoldo Mondadori Editore. Divenuto direttore delle Officine grafiche Mondadori di Verona, le ammodernò e potenziò, dando lavoro anche ad aziende esterne. Nel 1964 venne nominato amministratore delegato di tutto il Gruppo Mondadori, a cui, lavorando a fianco del cognato Giorgio Mondadori, diede un'efficace gestione manageriale, curando la qualità dei libri senza esagerare con i prezzi e stampando anche libri in lingue straniere per editori esteri. Nel 1968 venne nominato vice presidente del Gruppo Mondadori. Nel 1970 pubblicò Il libro del tappeto, di suo fratello Fabio Formenton.
Morto il suocero Arnoldo Mondadori nel giugno 1971, si dedicò a potenziare i periodici giornalistici: Panorama, Epoca, Grazia, difendendoli da ogni ingerenza politica. Nel gennaio 1976 assieme a Eugenio Scalfari, Carlo Caracciolo (cognato di Gianni Agnelli) e Giorgio Mondadori fondò il quotidiano la Repubblica, investendo, così come Caracciolo, un miliardo e 15 milioni di lire del Gruppo Mondadori. Il suo ruolo fu di vice presidente dell’Editoriale la Repubblica, creato all'uopo. Entrò inoltre nel comitato di presidenza della FIEG - Federazione Italiana Editori Giornali, appoggiò finanziariamente quotidiani locali nascenti, divenne presidente della Scuola Grafica Cartaria San Zeno, a Verona, della CUOA, scuola post-universitaria di formazione manageriale dell'Università degli Studi di Padova, e del consiglio di amministrazione dell'Istituto Tecnico Statale Industriale Galileo Ferraris di Verona.
Nello stesso 1976 sua moglie e la sorella Laura Mondadori, unirono le loro quote azionarie del Gruppo Mondadori mettendo in minoranza il fratello Giorgio Mondadori, nominato simbolicamente presidente onorario a vita, ma di fatto estromesso a vantaggio del Formenton.
Essendo proibito per legge trasmettere con un'unica emittente privata su territorio nazionale, nel settembre 1979, prima di avere tutte le autorizzazioni legali, fondò tramite la concessionaria di pubblicità GPE (di proprietà Mondadori), il circuito televisivo Progetto 1, in onda dal 7 ottobre. Progetto 1 non era un'emittente, ma trasmetteva un unico palinsesto, principalmente di telenovelas e cartoni animati, su 23 già esistenti emittenti locali associate, aggirando la norma. Gli spot pubblicitari variavano a seconda dell'emittente, e riguardavano ditte e prodotti locali. A dicembre nacque la società GPE - Telemond, per controllare Progetto 1, il quale a ottobre 1980 divenne Progetto 2, e al quale si affiancò un secondo circuito televisivo: GPE 80, che comprendeva anche reti del Gruppo Rusconi.
Il 31 dicembre 1981 chiuse GPE - Telemond e il 4 gennaio 1982 fondò Retequattro, con Alessandro Perrone e Carlo Caracciolo. Anche Retequattro era un circuito televisivo, e trasmetteva su 23 emittenti locali, alcune delle quali di proprietà Mondadori, e altre di Perrone. Mondadori ne possedeva il 64%, Perrone il 25 e Caracciolo l'11, il presidente era Massimo Ruosi. Venivano trasmessi telefilm e film, e nacquero programmi; il telegiornale si chiamava Ultimissima. Le emittenti che trasmettevano Retequattro crescevano di numero. Il 4 giugno venne nominato Cavaliere del lavoro.
Il 14 settembre 1982, registrata al Teatro Parioli in Roma, venne trasmessa su Retequattro la prima puntata del Maurizio Costanzo Show, e in ottobre Enzo Tortora venne ingaggiato come direttore artistico e conduttore. Le trasmissioni venivano studiate tenendo conto della concorrenza con la Rai e con il berlusconiano Canale 5. Altri noti conduttori, giornalisti e artisti vennero ingaggiati pagandoli ben più che in Rai, come Giorgio Bocca ed Enzo Biagi. A dicembre però Silvio Berlusconi acquistava Italia 1 dal Gruppo Rusconi, e le aziende che pagavano spazi pubblicitari su Retequattro iniziarono a diminuire.
Il 20 dicembre Formenton divenne presidente del Gruppo Mondadori. Anche Pippo Baudo venne ingaggiato a Retequattro, a fine anno. Nel 1983 divenne presidente di Retequattro, subentrando a Massimo Ruosi. In primavera vennero ingaggiati Luciano Salce, Loretta Goggi e Paolo Panelli. A novembre avvenne il clamoroso flop della miniserie statunitense Venti di guerra, acquistata a caro prezzo ma sconfitta negli ascolti da Uccelli di rovo, in onda su Canale 5.
Dal 3 marzo 1984 Retequattro trasmetteva, ogni sabato sera, Stupidissima, un programma composto da spezzoni di film comici italiani soprattutto con Lino Banfi. Inoltre durante la settimana veniva trasmesso un promo con la voce di un imitatore che, doppiando Banfi, diceva “Ci vediamo al sabato sera, naturalmente su Retequattro”. Lino Banfi però era uno dei mattatori su Canale 5 del varietà Risatissima, che veniva trasmesso in contemporanea il sabato sera proprio dallo stesso 3 marzo. A maggio Canale 5 e lo stesso Banfi fecero causa a Retequattro per concorrenza sleale e scorrettezza professionale. Il 6 giugno, con Lino Banfi presente in aula al Palazzo di Giustizia di Milano, a Retequattro venne proibito quello spot promozionale, composto, secondo il pretore Omero Sorrentino, da "frasi doppiate messe in bocca al celebre attore senza la sua autorizzazione e a scopi puramente pubblicitari-lucrativi, con effetto confusorio", ma a Stupidissima non vennero preclusi gli spezzoni con Banfi. Comunque Retequattro, a causa dei costi necessari per raggiungere l'alta qualità televisiva voluta da Formenton, si ritrovò in negativo e con molti debiti.
Nello stesso anno lui lasciò la presidenza della rete al nipote acquisito Leonardo Mondadori e curò la vendita della quota di maggioranza di proprietà della Mondadori proprio a Silvio Berlusconi, vendita che si concretizzò a fine agosto. Si dedicò successivamente a salvare la Mondadori dal crack, creando la holding AME Finanziaria: in meno di 3 anni riportò in attivo il Gruppo Mondadori.
Colpito da un grave tumore del fegato, nel marzo 1987 si fece ricoverare all'Istituto Gustave-Roussy a Villejuif, fuori Parigi, e decise per l'asportazione chirurgica. Venne operato il 26 marzo, ma andò in rianimazione e morì il 29 marzo.
I funerali si tennero a Milano, nella Basilica di San Nazaro in Brolo.
La CUOA Business School dell'Università degli Studi di Padova, che aveva presieduto, gli dedicò un'aula. Nel 1989 nacque il Trofeo Mario FormentoN (sic), un trofeo velistico; negli anni novanta nacque a Roma la Fondazione Mario Formenton, che rilascia le Borse di studio a studenti a indirizzo giornalistico o manageriale, e che indice il Concorso Mario Formenton, per stage in editoria.